# Euphorbia serpens
Euphorbia serpens är en törelväxtart som beskrevs av Carl Sigismund Kunth. Euphorbia serpens ingår i släktet törlar, och familjen törelväxter. Inga underarter finns listade i Catalogue of Life.